# Lieto
Lieto este o comună din Finlanda.